# Johann Casimir Benicken
Johann Casimir Benicken (* 1. August 1782 in Schleswig; † 1. Dezember 1838 ebenda) war ein deutscher Justizrat, Stadtsekretär und Ornithologe.

## Leben
Johann Casimir Benicken war ein Sohn des Kanzlei- und Obergerichtsrats Johann Hinrich Oswald Benicken (* 1746; † 26. März 1787 in Schleswig). Die Mutter Helena Christina, geborene Clausen († 24. Oktober 1835 in Schleswig) war eine Großtante des Dichters Theodor Storm.
Benicken besuchte die Domschule Schleswig und begann 1799 ein Studium der Rechte an der Universität Kiel. 1800 setzte er das Studium an der Universität Göttingen fort. 1803 legte er vor dem Obergericht Gottorf das juristische Examen ab und trat im selben Jahr eine Stelle als Untergerichtsadvokat in Schleswig an. Von 1808 bis 1837 arbeitete er hier als Stadtsekretär. Seit 1825 war er als Justizrat zudem Gerichtshalter für die adligen Güter Buckhagen, Roest, Karlsburg sowie Windeby.
Benicken war zwei Mal verheiratet: in erster Ehe heiratete er Friedericke Henriette Meckelburg (* 9. Januar 1799; † 23. November 1819 in Schleswig). In zweiter Ehe heiratete er Elsabe Eleonore Müller (* 1786; † 11. Dezember 1846 in Schleswig), mit der er eine Tochter hatte.

## Arbeiten als Ornithologe
Benicken publizierte erstmals 1812 über Möwen und Limikolen. Damit weckte er das Interesse des bekannten Vogelkundlers Johann Friedrich Naumann. Im weiteren Verlauf entwickelte sich Benicken zu einem renommierten Experten für Möwen. Insbesondere im Bereich der Ostsee sammelte er Vögel und schickte Vogelbälge, die er an den schleswig-holsteinischen Küsten gefunden hatte, an zahlreiche Vogelkundler. Diese konnten somit neue Erkenntnisse über das Aussehen und die Lebensumstände von Möwen und Seeschwalben gewinnen.
Nach 1827 konnte Benicken nachweisen, dass nahe Schleswig Elfenbeinmöwen lebten, die sonst in der Region sehr selten sind. Er schrieb Briefe und tauschte Vögel mit Frederik Faber, J. F. Mechlenburg, Friedrich Boie, Heinrich Boie, Johann Philipp Achilles Leisler und Christian Ludwig Brehm.
Benicken war eine Anlaufstelle für Walfänger, die ihm von Island und Grönland Vogeleier und Bälge dort lebender Tiere übergaben.  1821 erhielt er einen mittlerweile ausgestorbenen Riesenalk, der auf der Insel Diskoinsel gelebt hatte. Außerdem bekam er von Fischern und Jägern rund um Schleswig viele seltene Vogelarten. Benickens Sammlung galt als Attraktion der Stadt.
Benicken schenkte einen Teil seiner Exponate, der heute nicht mehr existiert, der Kieler Universität. Nach seinem Tod kaufte der Ornithologe Emil Hage den Rest der Sammlung.